# Chevêchette australe
Glaucidium nana
Espèce
Synonymes
- 'Glaucidium nanum  King, 1827
- Strix nana  King, 1827 (protonyme)

Statut de conservation UICN

 LC  : Préoccupation mineure
Statut CITES
La Chevêchette australe (Glaucidium nana) est une espèce d'oiseaux de la famille des Strigidae.

## Description
Il existe trois morphes de cette petite chouette sud-américaine, ainsi qu'une multitude d'intermédiaires : une forme brune, et deux formes moins communes, l'une grise et l'autre fauve. Toutes ont les yeux jaunes surmontés de sourcils blancs, un bec verdâtre et de fines stries sur le sommet de la tête. Le ventre est blanc, grossièrement rayé de brun, gris ou fauve selon la forme de l'individu.

## Habitat
Assez commune dans son aire de répartition, on rencontre la chevêchette australe dans des habitats très divers : vieilles hêtraies, parcs urbains qui lui offrent le gîte et le couvert, zones agricoles plantées de haies et d'arbres isolés. Il semblerait que les bosquets ouverts lui soient particulièrement favorables.   

## Répartition
Cette espèce vit en Argentine et au Chili. Plus au Nord, elle est remplacée par la chevêchette du Pérou.